# Big Brother - A Revolução

O Big Brother - A Revolução foi a sexta edição do reality show Big Brother em Portugal, transmitido pela TVI.
No dia 5 de julho de 2020, enquanto estava a decorrer a 10.ª gala do BB2020, o então apresentador do programa, Cláudio Ramos, informou em direto que as inscrições para a 6.ª temporada do reality já estavam abertas e que o jogo se iniciaria em setembro do mesmo ano. Desta feita, o reality chamar-se-à: «Big Brother - A Revolução».
O número de inscrições para participar no programa ultrapassou, nas primeiras duas semanas, o dobro do conquistado no mesmo período pela edição anterior.
O programa começou a 13 de setembro de 2020. Desta vez, não houve BB ZOOM, nem período de quarentena como aconteceu na temporada anterior, mas foram feitos novamente os testes à COVID-19. A 4 de agosto de 2020, a TVI confirmou que a apresentação desta edição estaria a cargo de Teresa Guilherme.
A temporada finalizou a 31 de dezembro de 2020, após 110 dias de jogo, com a vitória de Zena Pacheco Alves, antiga miss e atualmente desempregada de 21 anos e natural do Funchal, Madeira. A vencedora recebeu 50.000€, sendo a primeira pessoa de origem madeirense a ganhar uma edição do Big Brother em Portugal e a segunda vinda duma região autónoma do país.

## A casa

Exterior da casa do Big Brother - A Revolução

A casa onde se realiza esta edição é uma mansão inteligente conhecida como «Kasa do Futuro», a mesma na qual decorreu a edição anterior, no entanto com várias modificações na decoração. Alguns participantes, os denominados «infiltrados», residem num posto de comando, paralelo à casa, em condições mínimas para a sobrevivência e contam com um agente secreto dentro da casa. Outros tantos participantes foram mandados para o exterior da casa após soar um alarme anunciando «falha no sistema», tendo ficado a residir na tenda do jardim, sem qualquer tipo de luxos. Os restantes participantes ficaram a residir dentro da casa com as normais condições.
A moradia principal conta com várias divisões e dois andares. No piso inferior destacam-se o confessionário, a cozinha, a sala de jantar, a sala de estar, o recinto exterior com piscina e a tenda, onde vive o grupo de concorrentes que não tem acesso ao interior da casa. No piso superior encontram-se os quartos, casa de banho e o beauty bar.
Há dois quartos: o principal com cinco camas king size e uma individual, neste quarto é possível aceder à casa de banho, ao closet e ao jacuzzi. O segundo dormitório é conhecido como «Quarto dos Privilégios», onde só os vencedores podem entrar.
Na cozinha existe uma porta gigante que dá acesso à «Sala das Decisões», uma sala multi-funções onde são realizadas várias atividades e provas durante a semana e onde os nomeados ficam a saber a decisão dos espectadores sobre quem abandona a casa do Big Brother todas as semanas. Também na cozinha é possível aceder à despensa. A dividir a cozinha e a sala de jantar existe uma parede móvel que pode abrir e fechar à ordem do Big Brother e dividir a casa.

## Transmissão
|                 | Bloco       | Dia             | Horário   | Duração           | Apresentador                         |
| --------------- | ----------- | --------------- | --------- | ----------------- | ------------------------------------ |
| BB: A Revolução | Gala        | Domingo         | 21h45     | 180 min.          | Teresa Guilherme                     |
| BB: A Revolução | Última Hora | Segunda à sexta | 18h15     | 45 min.           | Maria Botelho Moniz                  |
| BB: A Revolução | Diário      | Segunda à sexta | 19h15     | 45 min.           | Mafalda Castro                       |
| BB: A Revolução | Extra       | Segunda à sexta | 00h00     | 90 min.           | Maria Botelho Moniz                  |
| BB: A Revolução | Especial    | Sábado          | 18h / 16h | 90 min./ 180 min. | Maria Botelho Moniz e Mafalda Castro |
| BB: A Revolução | A Semana    | Sábado          | 00h       | 90 min.           | Sem apresentador                     |

- Acompanhamento das 10h às 3h em direto, no canal TVI Reality, disponível nas operadoras NOS e MEO nas posições 12 e 99, respetivamente.
- Nos Extras da noite juntam-se como comentadores: Marta Cardoso, Pedro Crispim, Quintino Aires, Fanny Rodrigues, Susana Dias Ramos, Flávio Furtado e Ana Garcia Martins.[10]
- Ana Garcia Martins conduziu o segmento Hora do Expulso, após a segunda gala, entrevistando pela primeira vez o concorrente expulso. A partir da terceira gala, este segmento do programa é cancelado devido à restruturação do modelo das galas em que a última parte da gala é destinada agora às nomeações. [11][12]

## Concorrentes
| Nome              | Origem               | Ocupação                        | Idade | Posição                                                | Ref.ª  |
| ----------------- | -------------------- | ------------------------------- | ----- | ------------------------------------------------------ | ------ |
| Zena              | Funchal              | Desempregada                    | 21    | Vencedora em 1 de janeiro de 2021                      | [ 13 ] |
| Jéssica Fernandes | Cascais              | Fadista                         | 23    | 2.º lugar em 1 de janeiro de 2021                      | [ 14 ] |
| Pedro             | Alverca do Ribatejo  | Ilusionista                     | 42    | 3.º lugar em 31 de dezembro de 2020                    | [ 15 ] |
| Renato            | Penafiel             | Jogador de andebol              | 22    | 15.º Expulso em 27 de dezembro de 2020                 | [ 16 ] |
| André Abrantes    | Mafra                | Músico                          | 31    | 14.º Expulso em 20 de dezembro de 2020                 | [ 17 ] |
| Carina            | Porto                | Empregada de mesa               | 21    | Desistente (2.ª vez) em 11 de dezembro de 2020         | [ 18 ] |
| Carina            | Porto                | Empregada de mesa               | 21    | 8.ª Expulsa (1.ª vez) em 1 de novembro de 2020         | [ 18 ] |
| Joana             | Alcabideche          | Designer de interiores          | 20    | Infiltrada (2.ª vez) até 21 de dezembro de 2020        | [ 19 ] |
| Joana             | Alcabideche          | Designer de interiores          | 20    | 13.ª Expulsa (1.ª vez) em 6 de dezembro de 2020        | [ 19 ] |
| Sofia             | Salvador             | Hospedeira de bordo             | 38    | 12.ª Expulsa em 29 de novembro de 2020                 | [ 20 ] |
| Andreia           | Seixal               | Bailarina                       | 40    | Infiltrada (2.ª vez) até 21 de dezembro de 2020        | [ 21 ] |
| Andreia           | Seixal               | Bailarina                       | 40    | 11.ª Expulsa (1.ª vez) em 22 de novembro de 2020       | [ 21 ] |
| Carlos            | Odivelas             | Técnico de manutenção           | 24    | 10.º Expulso em 15 de novembro de 2020                 | [ 22 ] |
| Rui               | Oliveira do Hospital | Empresário                      | 35    | Desistente em 12 de novembro de 2020                   | [ 23 ] |
| Michel            | Porto Alto           | Cantor                          | 22    | 9.º Expulso em 8 de novembro de 2020                   | [ 24 ] |
| Jéssica Antunes   | São João das Lampas  | Empregada                       | 26    | 7.ª Expulsa em 25 de outubro de 2020                   | [ 25 ] |
| Liliana           | Oliveira do Bairro   | Empresária                      | 25    | 6.ª Expulsa em 18 de outubro de 2020                   | [ 26 ] |
| Catarina          | Fernão Ferro         | Hospedeira de bordo             | 24    | 5.ª Expulsa em 11 de outubro de 2020                   | [ 27 ] |
| Sandra            | Cascais              | Gerente de clínica de estética  | 45    | 4.ª Expulsa em 4 de outubro de 2020                    | [ 28 ] |
| Diana             | Figueira da Foz      | Gerente de contas               | 31    | 3.ª Expulsa em 27 de setembro de 2020                  | [ 29 ] |
| André Filipe      | Barreiro             | Produtor audiovisual e escritor | 25    | 2.º Expulso pelo Big Brother em 23 de setembro de 2020 | [ 30 ] |
| Rúben             | Olhão                | Host de hotelaria               | 26    | 1.º Expulso em 20 de setembro de 2020                  | [ 31 ] |
| Bruno             | Espinho              | Grafiteiro                      | 27    | Desistente em 19 de setembro de 2020                   | [ 32 ] |
| Luís              | Castelões            | Professor de desporto           | 26    | Retirado em 18 de setembro de 2020                     | [ 33 ] |

## Entradas e eliminações
| Classificação | Classificação     | Classificação        | Classificação          | Classificação          | Classificação   | Classificação |
| #             | Participante      | Origem               | Entrada                | Saída                  | Total nomeações | Total dias    |
| ------------- | ----------------- | -------------------- | ---------------------- | ---------------------- | --------------- | ------------- |
| 1             | Zena              | Funchal              | 13 de Setembro de 2020 | 1 de Janeiro de 2021   | 28              | 110           |
| 2             | Jéssica Fernandes | Cascais              | 13 de Setembro de 2020 | 1 de Janeiro de 2021   | 20              | 110           |
| 3             | Pedro             | Alverca do Ribatejo  | 4 de Outubro de 2020   | 1 de Janeiro de 2021   | 44              | 88            |
| 4             | Renato            | Penafiel             | 13 de Setembro de 2020 | 27 de Dezembro de 2020 | 20              | 106           |
| 5             | André Abrantes    | Ericeira             | 13 de Setembro de 2020 | 20 de Dezembro de 2020 | 30              | 99            |
| -             | Joana             | Alcabideche          | 16 de Dezembro de 2020 | 21 de Dezembro de 2020 | -               | 6             |
| 7             | Joana             | Alcabideche          | 13 de Setembro de 2020 | 6 de Dezembro de 2020  | 30              | 85            |
| 8             | Sofia             | Salvador             | 13 de Setembro de 2020 | 29 de Novembro de 2020 | 15              | 78            |
| -             | Andreia           | Seixal               | 16 de Dezembro de 2020 | 21 de Dezembro de 2020 | -               | 6             |
| 9             | Andreia           | Seixal               | 13 de Setembro de 2020 | 22 de Novembro de 2020 | 30              | 71            |
| 10            | Carlos            | Odivelas             | 13 de Setembro de 2020 | 15 de Novembro de 2020 | 13              | 64            |
| 11            | Rui Pedro         | Oliveira do Hospital | 13 de Setembro de 2020 | 13 de Novembro de 2020 | 16              | 60            |
| 12            | Michell           | Porto Alto           | 13 de Setembro de 2020 | 8 de Novembro de 2020  | 7               | 57            |
| 6             | Carina            | Porto                | 29 de Novembro de 2020 | 11 de Dezembro de 2020 | 23              | 13            |
| 13            | Carina            | Porto                | 13 de Setembro de 2020 | 1 de Novembro de 2020  | 23              | 50            |
| 14            | Jéssica Antunes   | São João das Lampas  | 13 de Setembro de 2020 | 25 de Outubro de 2020  | 17              | 43            |
| 15            | Liliana           | Oliveira do Bairro   | 27 de Setembro de 2020 | 18 de Outubro de 2020  | 23              | 22            |
| 16            | Catarina          | Fernão Ferro         | 13 de Setembro de 2020 | 11 de Outubro de 2020  | 7               | 29            |
| 17            | Sandra            | Cascais              | 13 de Setembro de 2020 | 4 de Outubro de 2020   | 11              | 22            |
| 18            | Diana             | Figueira da Foz      | 13 de Setembro de 2020 | 27 de Setembro de 2020 | 23              | 15            |
| 19            | André Filipe      | Barreiro             | 13 de Setembro de 2020 | 23 de Setembro de 2020 | 7               | 11            |
| 20            | Rúben             | Olhão                | 13 de Setembro de 2020 | 20 de Setembro de 2020 | 8               | 8             |
| 21            | Bruno             | Espinho              | 13 de Setembro de 2020 | 19 de Setembro de 2020 | 0               | 6             |
| 22            | Luís              | Castelões            | 13 de Setembro de 2020 | 18 de Setembro de 2020 | 3               | 5             |

Legenda
|  |              |
|  | Vencedora    |
|  | Eliminado(a) |
|  | Expulso      |
|  | Retirado     |
|  | Desistiu     |
|  | Finalista    |
|  | Infiltrada   |

## Nomeações
|                     | Semana 1                                       | Semana 1                               | Semana 2                           | Semana 3                             | Semana 4                                       | Semana 5                            | Semana 6                                        | Semana 7                                         | Semana 8                           | Semana 9                             | Semana 10                            | Semana 10                               | Semana 11                          | Semana 12                            | Semana 13                            | Semana 14                            | Semana 15                               | Semana 15                            | Semana 16                         | Nomeações recebidas |
| Dia 1               | Dia 4                                          | Casa                                   | Semana 2                           | Semana 3                             | Semana 4                                       | Semana 5                            | Semana 6                                        | Semana 7                                         | Semana 8                           | Semana 9                             | Retorno                              | Final                                   | Semana 11                          | Semana 12                            | Semana 13                            | Semana 14                            | Semana 15                               | Semana 15                            |                                   | Nomeações recebidas |
| ------------------- | ---------------------------------------------- | -------------------------------------- | ---------------------------------- | ------------------------------------ | ---------------------------------------------- | ----------------------------------- | ----------------------------------------------- | ------------------------------------------------ | ---------------------------------- | ------------------------------------ | ------------------------------------ | --------------------------------------- | ---------------------------------- | ------------------------------------ | ------------------------------------ | ------------------------------------ | --------------------------------------- | ------------------------------------ | --------------------------------- | ------------------- |
| Líder               | (nenhum)                                       | (nenhum)                               | (nenhum)                           | Renato                               | Rui                                            | Andreia                             | Sofia                                           | Joana                                            | Zena                               | Zena                                 | Jéssica F.                           | Jéssica F.                              | Jéssica F.                         | André A.                             | Pedro                                | Pedro                                | (nenhum)                                | (nenhum)                             | (nenhum)                          | Nomeações recebidas |
| Poder de salvamento | (nenhum)                                       | (nenhum)                               | (nenhum)                           | Jéssica A.                           | (nenhum)                                       | Joana                               | (nenhum)                                        | Michel André A.                                  | (nenhum)                           | Rui                                  | Renato Pedro                         | Renato Pedro                            | Renato                             | Renato                               | (nenhum)                             | (nenhum)                             | (nenhum)                                | (nenhum)                             | (nenhum)                          | Nomeações recebidas |
|                     |                                                |                                        |                                    |                                      |                                                |                                     |                                                 |                                                  |                                    |                                      |                                      |                                         |                                    |                                      |                                      |                                      |                                         |                                      |                                   |                     |
| Zena                | Sem nomeações                                  | Diana (2x) Joana                       | Carina                             | Andreia Joana Sandra                 | Liliana Carina Carlos                          | Pedro Rui Joana                     | Andreia Jéssica F. Carina                       | Rui Andreia Carlos                               | Andreia Rui Pedro                  | Joana Rui Andreia                    | Andreia Joana Pedro                  | Casa                                    | Pedro Joana Renato Sofia           | Pedro (3x) Joana (3x)                | Renato Jéssica F.                    | Sem nomeações                        | Nomeada                                 | Finalista                            | Vencedora (Dia 110)               | 28                  |
| Jéssica F.          | Sem nomeações                                  | André A. (2x) Rúben                    | Diana Diana (2x)                   | Joana André A. Jéssica A.            | Liliana Catarina Zena                          | Rui Liliana Jéssica A.              | Zena André A. Rui                               | André A. Michel Pedro                            | Pedro                              | André A. Pedro Joana                 | André A. Pedro Zena                  | Casa                                    | Pedro André A. Zena                | Renato Pedro                         | Carina André A.                      | Sem nomeações                        | Sem nomeações                           | Nomeada                              | 2.º lugar (Dia 110)               | 20                  |
| Pedro               | Ausente                                        | Ausente                                | Ausente                            | Em Quarentena                        | Sem possibilidade de nomear                    | Liliana Joana Carina                | André A. Jéssica A. Andreia                     | Sofia André A. Andreia                           | Jéssica F. André A. Joana Andreia  | Joana Sofia André A.                 | André A. Joana Andreia               | Casa                                    | Sofia                              | Jéssica F. Zena                      | André A. Zena                        | Sem nomeações                        | Sem nomeações                           | Nomeado                              | 3.º lugar (Dia 110)               | 44                  |
| Renato              | Sem nomeações                                  | Catarina (2x) Rúben                    | André F. Diana                     | Sandra Andreia Joana                 | Liliana Catarina Carina                        | Liliana Pedro Joana                 | Andreia Carina Michel                           | Pedro Andreia Sofia                              | Andreia Joana Pedro                | Joana                                | Joana André A. Sofia                 | Casa                                    | Joana Sofia Zena Pedro             | Joana Zena                           | Carina André A. Zena                 | Sem nomeações                        | Nomeado                                 | Nomeado                              | Expulso (Dia 106)                 | 20                  |
| André A.            | Sem nomeações                                  | Carina (2x) Rúben                      | André F. Diana                     | Sandra Andreia Joana                 | Jéssica F. Carina Liliana                      | Carina Liliana Pedro                | Jéssica A. Jéssica F. Carina                    | Pedro Michel Rui                                 | Pedro Rui                          | Pedro (2x) Rui (2x) Jéssica F. (2x)  | Pedro                                | Casa                                    | Pedro Joana Renato                 | Pedro Joana                          | Carina (3x) Jéssica F. (3x)          | Sem nomeações                        | Expulso (Dia 99)                        | Expulso (Dia 99)                     | Expulso (Dia 99)                  | 30                  |
| Carina              | Sem nomeações                                  | André A. (2x) Rúben                    | André F. Diana (2x)                | Andreia Sandra Zena                  | Liliana Zena Renato                            | Sofia Joana Pedro                   | André A. Andreia Zena                           | Andreia Pedro André A.                           | Expulsa (Dia 50)                   | Expulsa (Dia 50)                     | Expulsa (Dia 50)                     | Nomeada para o retorno                  | André A.                           | Pedro (2x) Zena (2x)                 | André A.                             | Desistente (Dia 90)                  | Desistente (Dia 90)                     | Desistente (Dia 90)                  | Desistente (Dia 90)               | 23                  |
| Joana               | Sem nomeações                                  | Diana (2x) Luís                        | André F. Diana                     | Sandra Jéssica F. Andreia            | Liliana Zena Jéssica F.                        | Pedro Liliana Carina                | Zena Rui Andreia                                | Andreia Rui Sofia                                | Rui                                | Rui Pedro Sofia                      | Pedro Renato Sofia                   | Casa                                    | Pedro (2x) Renato (2x) Zena (2x)   | Zena Renato                          | Zena Renato                          | Infiltrada (no posto de comando)     | Expulsa (Dia 85)                        | Expulsa (Dia 85)                     | Expulsa (Dia 85)                  | 30                  |
| Sofia               | Sem nomeações                                  | Rúben (2x) Renato                      | André F. Joana                     | Sandra Andreia Jéssica A.            | Liliana Carlos Carina                          | Pedro Liliana Carina                | Andreia Jéssica A. Carina                       | Pedro Andreia Renato                             | Joana Andreia Pedro                | Pedro Joana Rui Renato               | Pedro Joana Renato                   | Casa                                    | Pedro Joana Renato                 | Expulsa (Dia 78)                     | Expulsa (Dia 78)                     | Expulsa (Dia 78)                     | Expulsa (Dia 78)                        | Expulsa (Dia 78)                     | Expulsa (Dia 78)                  | 15                  |
| Andreia             | Infiltrada (no posto de comando)               | Infiltrada (no posto de comando)       | Rui                                | Joana Carlos Jéssica A.              | Carina Renato Carlos                           | Carina Pedro Michel                 | Carlos Michel Jéssica A.                        | Carlos Michel Pedro                              | Sem possibilidade de nomear        | Carlos                               | Zena Pedro Renato                    | Casa                                    | Expulsa (Dia 71)                   | Expulsa (Dia 71)                     | Expulsa (Dia 71)                     | Infiltrada (no posto de comando)     | Expulsa (Dia 71)                        | Expulsa (Dia 71)                     | Expulsa (Dia 71)                  | 30                  |
| Carlos              | Sem nomeações                                  | Sofia (2x) Catarina                    | Diana                              | Andreia Sandra Jéssica A.            | Liliana Catarina Zena                          | Liliana Pedro Jéssica A.            | Andreia Jéssica A. Zena                         | Andreia Pedro Zena                               | Andreia Pedro Zena                 | Andreia Sofia Pedro                  | Expulso (Dia 64)                     | Não elegível                            | Expulso (Dia 64)                   | Expulso (Dia 64)                     | Expulso (Dia 64)                     | Expulso (Dia 64)                     | Expulso (Dia 64)                        | Expulso (Dia 64)                     | Expulso (Dia 64)                  | 13                  |
| Rui                 | Sem nomeações                                  | Carlos (2x) Jéssica F.                 | Diana                              | Sandra Andreia Jéssica F.            | Liliana Zena Jéssica F.                        | Pedro Liliana Joana                 | Andreia Zena Jéssica F.                         | Andreia Pedro Zena                               | Zena André A. Joana                | Joana Andreia André A.               | Desistente (Dia 60)                  | Não elegível                            | Desistente (Dia 60)                | Desistente (Dia 60)                  | Desistente (Dia 60)                  | Desistente (Dia 60)                  | Desistente (Dia 60)                     | Desistente (Dia 60)                  | Desistente (Dia 60)               | 16                  |
| Michel              | Nomeado                                        | Infiltrado (no posto de comando)       | Rui Diana                          | Andreia Sandra Sofia                 | Liliana Jéssica F. Zena                        | Liliana Pedro Jéssica A.            | Andreia Jéssica A. Jéssica F.                   | Andreia Pedro André A.                           | Pedro Andreia                      | Expulso (Dia 57)                     | Expulso (Dia 57)                     | Não selecionado                         | Expulso (Dia 57)                   | Expulso (Dia 57)                     | Expulso (Dia 57)                     | Expulso (Dia 57)                     | Expulso (Dia 57)                        | Expulso (Dia 57)                     | Expulso (Dia 57)                  | 7                   |
| Jéssica A.          | Sem nomeações                                  | Diana (2x) Luís                        | André F. Diana                     | Andreia Sandra Michel                | Liliana Jéssica F. Carlos                      | Pedro Liliana André A.              | Andreia Carlos Jéssica F.                       | Expulsa (Dia 43)                                 | Expulsa (Dia 43)                   | Expulsa (Dia 43)                     | Expulsa (Dia 43)                     | Nomeada para o retorno                  | André A.                           | Expulsa (Dia 43)                     | Expulsa (Dia 43)                     | Expulsa (Dia 43)                     | Expulsa (Dia 43)                        | Expulsa (Dia 43)                     | Expulsa (Dia 43)                  | 17                  |
| Liliana             | Ausente                                        | Ausente                                | Em Quarentena                      | Sem possibilidade de nomear          | Carlos Renato Zena                             | Jéssica A. André A. Renato          | Expulsa (Dia 36)                                | Expulsa (Dia 36)                                 | Expulsa (Dia 36)                   | Expulsa (Dia 36)                     | Expulsa (Dia 36)                     | Nomeada para o retorno                  | Expulsa (Dia 36)                   | Expulsa (Dia 36)                     | Expulsa (Dia 36)                     | Expulsa (Dia 36)                     | Expulsa (Dia 36)                        | Expulsa (Dia 36)                     | Expulsa (Dia 36)                  | 23                  |
| Catarina            | Sem nomeações                                  | Rúben (2x) Renato                      | André F. Diana                     | Andreia Sandra André A.              | Liliana Zena Renato                            | Expulsa (Dia 29)                    | Expulsa (Dia 29)                                | Expulsa (Dia 29)                                 | Expulsa (Dia 29)                   | Expulsa (Dia 29)                     | Expulsa (Dia 29)                     | Não selecionada                         | Expulsa (Dia 29)                   | Expulsa (Dia 29)                     | Expulsa (Dia 29)                     | Expulsa (Dia 29)                     | Expulsa (Dia 29)                        | Expulsa (Dia 29)                     | Expulsa (Dia 29)                  | 7                   |
| Sandra              | Infiltrada (no posto de comando)               | Infiltrada (no posto de comando)       | Rui                                | Carlos Joana Catarina                | Expulsa (Dia 22)                               | Expulsa (Dia 22)                    | Expulsa (Dia 22)                                | Expulsa (Dia 22)                                 | Expulsa (Dia 22)                   | Expulsa (Dia 22)                     | Expulsa (Dia 22)                     | Nomeada para o retorno                  | André A.                           | Expulsa (Dia 22)                     | Expulsa (Dia 22)                     | Expulsa (Dia 22)                     | Expulsa (Dia 22)                        | Expulsa (Dia 22)                     | Expulsa (Dia 22)                  | 11                  |
| Diana               | Sem nomeações                                  | Jéssica A. (2x) Luís                   | Zena Joana                         | Expulsa (Dia 15)                     | Expulsa (Dia 15)                               | Expulsa (Dia 15)                    | Expulsa (Dia 15)                                | Expulsa (Dia 15)                                 | Expulsa (Dia 15)                   | Expulsa (Dia 15)                     | Expulsa (Dia 15)                     | Não selecionada                         | Expulsa (Dia 15)                   | Expulsa (Dia 15)                     | Expulsa (Dia 15)                     | Expulsa (Dia 15)                     | Expulsa (Dia 15)                        | Expulsa (Dia 15)                     | Expulsa (Dia 15)                  | 23                  |
| André F.            | Infiltrado (na casa)                           | Infiltrado (na casa)                   | Rui André A. Jéssica A.            | Expulso pelo Big Brother (Dia 11)    | Expulso pelo Big Brother (Dia 11)              | Expulso pelo Big Brother (Dia 11)   | Expulso pelo Big Brother (Dia 11)               | Expulso pelo Big Brother (Dia 11)                | Expulso pelo Big Brother (Dia 11)  | Expulso pelo Big Brother (Dia 11)    | Expulso pelo Big Brother (Dia 11)    | Não elegível                            | Expulso pelo Big Brother (Dia 11)  | Expulso pelo Big Brother (Dia 11)    | Expulso pelo Big Brother (Dia 11)    | Expulso pelo Big Brother (Dia 11)    | Expulso pelo Big Brother (Dia 11)       | Expulso pelo Big Brother (Dia 11)    | Expulso pelo Big Brother (Dia 11) | 7                   |
| Rúben               | Sem nomeações                                  | Renato (2x) Sofia                      | Expulso (Dia 8)                    | Expulso (Dia 8)                      | Expulso (Dia 8)                                | Expulso (Dia 8)                     | Expulso (Dia 8)                                 | Expulso (Dia 8)                                  | Expulso (Dia 8)                    | Expulso (Dia 8)                      | Expulso (Dia 8)                      | Não selecionado                         | Expulso (Dia 8)                    | Expulso (Dia 8)                      | Expulso (Dia 8)                      | Expulso (Dia 8)                      | Expulso (Dia 8)                         | Expulso (Dia 8)                      | Expulso (Dia 8)                   | 8                   |
| Bruno               | Infiltrado (no posto de comando)               | Infiltrado (na casa)                   | Desistente (Dia 6)                 | Desistente (Dia 6)                   | Desistente (Dia 6)                             | Desistente (Dia 6)                  | Desistente (Dia 6)                              | Desistente (Dia 6)                               | Desistente (Dia 6)                 | Desistente (Dia 6)                   | Desistente (Dia 6)                   | Não elegível                            | Desistente (Dia 6)                 | Desistente (Dia 6)                   | Desistente (Dia 6)                   | Desistente (Dia 6)                   | Desistente (Dia 6)                      | Desistente (Dia 6)                   | Desistente (Dia 6)                | 0                   |
| Luís                | Nomeado                                        | Joana (2x) Diana                       | Retirado (Dia 5)                   | Retirado (Dia 5)                     | Retirado (Dia 5)                               | Retirado (Dia 5)                    | Retirado (Dia 5)                                | Retirado (Dia 5)                                 | Retirado (Dia 5)                   | Retirado (Dia 5)                     | Retirado (Dia 5)                     | Não elegível                            | Retirado (Dia 5)                   | Retirado (Dia 5)                     | Retirado (Dia 5)                     | Retirado (Dia 5)                     | Retirado (Dia 5)                        | Retirado (Dia 5)                     | Retirado (Dia 5)                  | 3                   |
|                     |                                                |                                        |                                    |                                      |                                                |                                     |                                                 |                                                  |                                    |                                      |                                      |                                         |                                    |                                      |                                      |                                      |                                         |                                      |                                   |                     |
| Notas               | 1, 2                                           | 3, 4, 5                                | 6, 7, 8                            | 9, 10, 11                            | 12, 13, 14, 15                                 | 16, 17                              | 18, 19                                          | 20, 21                                           | 22, 23, 24                         | 25, 26                               | 27, 28, 29                           | 30, 31, 32, 33                          | 34, 35, 36                         | 37, 38                               | 39, 40, 41, 42                       | 43, 44                               | 45, 46, 47                              |                                      | 48                                |                     |
| Nomeados            | Luís Michel                                    | André A. Diana Joana Renato Rúben Luís | Diana Rui André F.                 | Andreia Catarina Joana Sandra        | Carina Carlos Catarina Jéssica F. Liliana Zena | Carina Liliana Pedro Renato         | Andreia Carina Joana Jéssica A. Jéssica F. Zena | Andreia Carina Jéssica F. Pedro Renato Rui Sofia | Andreia Joana Michel Pedro Sofia   | Andreia Carlos Joana Pedro           | André A. Andreia Joana Zena Rui      | Carina Jéssica A. Sandra Liliana        | André A. Joana Pedro Sofia Zena    | Jéssica F. Joana Pedro Zena          | André A. Jéssica F. Zena Carina      | André A. Jéssica F. Zena Carina      | Renato Zena                             | Jéssica F. Pedro Renato              | Jéssica F. Pedro Zena             |                     |
| Expulsos            | Michel 59% (entre 2) para tornar-se infiltrado | Luís Retirado                          | André F. Expulso pelo Big Brother  | Sandra 54% (entre 2) para expulsar   | Catarina 57% (entre 2) para expulsar           | Liliana 54% (entre 3) para expulsar | Jéssica A. 56% (entre 2) para expulsar          | Carina 31% (entre 4) para expulsar               | Michel 33% (entre 4) para expulsar | Rui Desistente                       | Andreia 52% (entre 2) para expulsar  | Carina Seleccionada para retornar       | Sofia 13% (entre 3) para salvar    | Joana 44% (entre 2) para salvar      | Carina Desistente                    | André A. 19% (entre 2) para salvar   | Renato 44% (entre 2) para ser finalista | Renato 48% (entre 2) para salvar     | Pedro 26% (entre 3) para vencer   |                     |
| Expulsos            | Michel 59% (entre 2) para tornar-se infiltrado | Bruno Desistente                       | André F. Expulso pelo Big Brother  | Sandra 54% (entre 2) para expulsar   | Catarina 57% (entre 2) para expulsar           | Liliana 54% (entre 3) para expulsar | Jéssica A. 56% (entre 2) para expulsar          | Carina 31% (entre 4) para expulsar               | Michel 33% (entre 4) para expulsar | Rui Desistente                       | Andreia 52% (entre 2) para expulsar  | Carina Seleccionada para retornar       | Sofia 13% (entre 3) para salvar    | Joana 44% (entre 2) para salvar      | Carina Desistente                    | André A. 19% (entre 2) para salvar   | Renato 44% (entre 2) para ser finalista | Renato 48% (entre 2) para salvar     | Pedro 26% (entre 3) para vencer   |                     |
| Expulsos            | Michel 59% (entre 2) para tornar-se infiltrado | Diana 53% (entre 2) para expulsar      | Carlos 36% (entre 3) para expulsar | Sandra 54% (entre 2) para expulsar   | Catarina 57% (entre 2) para expulsar           | Liliana 54% (entre 3) para expulsar | Jéssica A. 56% (entre 2) para expulsar          | Carina 31% (entre 4) para expulsar               | Michel 33% (entre 4) para expulsar | Jéssica F. 49% (entre 2) para vencer | Andreia 52% (entre 2) para expulsar  | Carina Seleccionada para retornar       | Sofia 13% (entre 3) para salvar    | Joana 44% (entre 2) para salvar      | Carina Desistente                    | André A. 19% (entre 2) para salvar   | Renato 44% (entre 2) para ser finalista | Renato 48% (entre 2) para salvar     |                                   |                     |
| Expulsos            | Michel 59% (entre 2) para tornar-se infiltrado | Diana 53% (entre 2) para expulsar      | Carlos 36% (entre 3) para expulsar | Sandra 54% (entre 2) para expulsar   | Catarina 57% (entre 2) para expulsar           | Liliana 54% (entre 3) para expulsar | Jéssica A. 56% (entre 2) para expulsar          | Carina 31% (entre 4) para expulsar               | Michel 33% (entre 4) para expulsar | Jéssica F. 49% (entre 2) para vencer | Andreia 52% (entre 2) para expulsar  | Carina Seleccionada para retornar       | Sofia 13% (entre 3) para salvar    | Joana 44% (entre 2) para salvar      | Carina Desistente                    | André A. 19% (entre 2) para salvar   | Renato 44% (entre 2) para ser finalista | Renato 48% (entre 2) para salvar     | Rúben 52% (entre 2) para expulsar |                     |
| Salvos              | Luís 41% (entre 2) para tornar-se infiltrado   | Joana 48% (entre 2) para expulsar      | Rui 47% (entre 2) para expulsar    | Joana 46% (entre 2) para expulsar    | Liliana 43% (entre 2) para expulsar            | Carina 31% (entre 3) para expulsar  | Carina 44% (entre 2) para expulsar              | Rui 28% (entre 4) para expulsar                  | Pedro 29% (entre 4) para expulsar  | Pedro 33% (entre 3) para expulsar    | Joana 48% (entre 2) para expulsar    | Jéssica A. Desqualificada para retornar | André A. 41% (entre 3) para salvar | Jéssica F. 56% (entre 2) para salvar | Jéssica F. 81% (entre 2) para salvar | Jéssica F. 81% (entre 2) para salvar | Zena 56% (entre 2) para ser finalista   | Pedro 52% (entre 2) para salvar      | Zena 51% (entre 2) para vencer    |                     |
| Salvos              | Luís 41% (entre 2) para tornar-se infiltrado   | Joana 48% (entre 2) para expulsar      | Rui 47% (entre 2) para expulsar    | Joana 46% (entre 2) para expulsar    | Jéssica F. 20% (entre 3) para expulsar         | Carina 31% (entre 3) para expulsar  | Joana 22% (entre 4) para expulsar               | Pedro 27% (entre 4) para expulsar                | Pedro 29% (entre 4) para expulsar  | Pedro 33% (entre 3) para expulsar    | Joana 48% (entre 2) para expulsar    | Jéssica A. Desqualificada para retornar | André A. 41% (entre 3) para salvar | Jéssica F. 56% (entre 2) para salvar | Jéssica F. 81% (entre 2) para salvar | Jéssica F. 81% (entre 2) para salvar | Zena 56% (entre 2) para ser finalista   | Pedro 52% (entre 2) para salvar      | Zena 51% (entre 2) para vencer    |                     |
| Salvos              | Luís 41% (entre 2) para tornar-se infiltrado   | Diana 23% (entre 5) para expulsar      | Rui 47% (entre 2) para expulsar    | Catarina 15% (entre 3) para expulsar | Carlos 8% (entre 4) para expulsar              | Renato 15% (entre 3) para expulsar  | Zena 18% (entre 4) para expulsar                | Sofia 14% (entre 4) para expulsar                | Joana 21% (entre 4) para expulsar  | Joana 31% (entre 3) para expulsar    | André A. 27% (entre 3) para expulsar | Sandra Desistente para retornar         | Pedro 46% (entre 3) para salvar    | Pedro 38% (entre 3) para salvar      | Jéssica F. 81% (entre 2) para salvar | Jéssica F. 81% (entre 2) para salvar | Zena 56% (entre 2) para ser finalista   | Pedro 52% (entre 2) para salvar      | Zena 51% (entre 2) para vencer    |                     |
| Salvos              | Luís 41% (entre 2) para tornar-se infiltrado   | Renato 9% (entre 5) para expulsar      | Rui 47% (entre 2) para expulsar    | Catarina 15% (entre 3) para expulsar | Carina 10% (entre 5) para expulsar             | Renato 15% (entre 3) para expulsar  | Jéssica F. 10% (entre 5) para expulsar          | Andreia 11% (entre 5) para expulsar              | Sofia 17% (entre 4) para expulsar  | Joana 31% (entre 3) para expulsar    | André A. 27% (entre 3) para expulsar | Sandra Desistente para retornar         | Joana 35% (entre 4) para salvar    | Pedro 38% (entre 3) para salvar      | Zena 37% (entre 3) para salvar       | Zena 37% (entre 3) para salvar       | Zena 56% (entre 2) para ser finalista   | Jéssica F. 44% (entre 3) para salvar | Zena 51% (entre 2) para vencer    |                     |
| Salvos              | Luís 41% (entre 2) para tornar-se infiltrado   | André A. 6% (entre 5) para expulsar    | Rui 47% (entre 2) para expulsar    | Andreia 6% (entre 4) para expulsar   | Zena 5% (entre 6) para expulsar                | Pedro 16% (entre 4) para expulsar   | Andreia 9% (entre 6) para expulsar              | Jéssica F. 4% (entre 6) para expulsar            | Andreia 8% (entre 5) para expulsar | Andreia 12% (entre 4) para expulsar  | Zena 11% (entre 4) para expulsar     | Liliana Desqualificada para retornar    | Zena 32% (entre 5) para salvar     | Zena 32% (entre 4) para salvar       | Zena 37% (entre 3) para salvar       | Zena 37% (entre 3) para salvar       | Zena 56% (entre 2) para ser finalista   | Jéssica F. 44% (entre 3) para salvar | Zena 51% (entre 2) para vencer    |                     |
| Salvos              | Luís 41% (entre 2) para tornar-se infiltrado   | André A. 6% (entre 5) para expulsar    | Rui 47% (entre 2) para expulsar    | Andreia 6% (entre 4) para expulsar   | Zena 5% (entre 6) para expulsar                | Pedro 16% (entre 4) para expulsar   | Andreia 9% (entre 6) para expulsar              | Renato 1% (entre 7) para expulsar                | Andreia 8% (entre 5) para expulsar | Andreia 12% (entre 4) para expulsar  | Zena 11% (entre 4) para expulsar     | Liliana Desqualificada para retornar    | Zena 32% (entre 5) para salvar     | Zena 32% (entre 4) para salvar       | Zena 37% (entre 3) para salvar       | Zena 37% (entre 3) para salvar       | Zena 56% (entre 2) para ser finalista   | Jéssica F. 44% (entre 3) para salvar | Zena 51% (entre 2) para vencer    |                     |

## Controvérsias

### Desistências na primeira semana
Na primeira semana do programa, dois concorrentes abandonaram a casa com aparentes problemas clínicos. O primeiro foi Luís que, segundo a TVI, foi «retirado» do programa a meio da noite por motivos clínicos.
Bruno dois dias após ter entrado na casa, revela que não se sente bem psicologicamente e não aguenta a pressão e acaba por abandonar a casa durante a madrugada, sem grande destaque por parte da produção, deixando os telespectadores a questionar a verdade da sua desistência pois nem se despediu dos colegas nem foram passadas imagens do grupo a ser informado da sua desistência.

### Comportamento de André Filipe
Três dias após o início do programa, André Filipe disse a Luís que adorava-o e, segundo a opinião do André, o colega retribuiu-lhe o elogio em tom irónico. Por este motivo, André F. acusou Luís de sexista e homofóbico e disse aos colegas da casa, que Luís tinha sido violento e até teria dado um murro na porta do quarto, quando estavam a sós.  No dia que seguiu as discussões entre ambos foram intensas ao ponto de Luís ter surgido completamente afónico durante as nomeações; 24 horas depois, o concorrente foi retirado por supostos «motivos de saúde», dos quais só se disse que não eram compatíveis com os sintomas da COVID-19. Suspeita-se que os conflictos com o colega levaram à saída do Luís da casa. 
No decorrer da segunda semana dentro da casa, André F. entrou na cozinha e começou a mexer em vários alimentos com uma traça morta na mão e Carina e Joana ficaram bastante incomodadas com a situação, enquanto tentavam chamar o André à razão. De seguida, enquanto Joana preparava o almoço, André F. decidiu comer brócolos crus —alimento do qual revelou não gostar— e afirmou: «Eu tenho de comer por todos nós». Joana, bastante incomoda com a situação dirigiu-se ao jardim para contar aos colegas o que se estava a passar. «Ele está num surto psicótico ali outra vez. Ele tirou um bocado do brócolo, começou a comer e depois começou a vomitar para o balde.», disse a concorrente. André F. justificou a sua atitude a dizer que: «Foi por todos, por homenagem ao Ruben e por todos os meus irmãos. Eu interpretei isso como um jogo!». Mais tarde naquele mesmo dia, enquanto os concorrentes se encontravam reunidos na sala, André F. decidiu fechar-se na casa de banho. Os concorrentes, já incomodados com a ausência do colega, perguntaram à voz do Big Brother o que estava a acontecer e a voz pediu a Joana que fosse até à casa de banho e informasse André F. de que não podia continuar a destruir o local. A sanita, lavatório e balde do lixo ficaram destruídos entre outros equipamentos.
A diretora de entretenimento e ficção da TVI, Cristina Ferreira, informou que André F. foi expulso do jogo por «comportamento inaceitável», depois do concorrente ter grafitado algumas paredes, atirado objetos para a piscina e partido uma tomada elétrica, além das luzes da piscina.
Depois do surto psicótico e a expulsão, Hélia Monteiro, a mãe de André F. teve de chamar ao INEM para levá-lo às urgências e comentou que o antigo concorrente teve de ser amarrado no hospital. O jovem de 25 anos esteve, primeiramente, a receber acompanhamento médico no Hospital de São José, em Lisboa, mas acabou depois por ser transferido para a unidade hospitalar do Barreiro, cidade onde vive.
De acordo com o jornal Correio da Manhã, André F. recebeu alta hospitalar e deixou na tarde de 13 de outubro o Hospital do Barreiro sendo recebido pela mãe e pela namorada.

### Comentário racista de Andreia
Na segunda-feira, dia 21 de setembro, enquanto algumas concorrentes estavam no closet a conversar, Andreia disse: «Vamos tomar um banho para tirar o cheiro a catinga». Algumas colegas começaram a falar sobre a origem da palavra «catinga», e Zena, que é da Madeira, disse que o termo é usado na ilha e Andreia respondeu: «Catinga não é madeirense, é africano. Os blacks é que cheiram a catinga», a fazer referência ao cheiro das pessoas negras.
Nas redes sociais os telespectadores pediram uma punição pelo comentário feito. Já Slávia Santos, concorrente do BB2020 e de origem angolana, disse que o cheiro a catinga não é algo específico da comunidade negra pois é um odor que emana o corpo humano independente da etnia.

### Missão de Diana
Diana recebeu uma missão de inventar duas histórias mirabolantes na casa. A mesma inventou que há muitos anos teve um relacionamento com um jornalista da TVI, Pedro Pinto, e que era sobrinha do atual Presidente da República – Marcelo Rebelo de Sousa. Apesar de ter sido advertida pela produção para não usar nomes de figuras públicas.
Após reunir os concorrentes na sala, o Big Brother anunciou que a Diana estava em missão e não deveria ter usado o nome de outras pessoas. Por isso, e como exemplo para futuras missões, ficou impedida de ganhar imunidade e ser líder na semana seguinte. Diana pediu desculpa e admitiu que não fez por mal nem com intenções pejorativas.

### Discussão entre Carina e Sandra
Na madrugada de 24 para 25 de setembro, Carina e Sandra entraram em desacordo devido à lista de compras, que é feita à quinta-feira. Carina não gostou de ouvir Sandra dizer que ela e Andreia não deveriam fazer a lista por serem mais novas.
No decorrer daquele dia, Joana contou a Carina que Sandra terá falado sobre o facto de a mãe a ter abandonado, assunto que ficou conhecido dentro da casa porque na gala anterior Carina tinha feito a sua curva da vida. «Tu com 46 anos és uma valente merda», começou por dizer Carina no início da discussão. «Está a falar da minha mãe, esta vaca. A minha mãe abandonou-me mas eu sou uma excelente mãe!», acrescentou a jovem, que é mãe de uma menina de 9 meses. Sandra explicou que não teve qualquer má intenção quando abordou o assunto de Carina ter sido abandonada pela mãe, até porque revelou ter tido uma infância semelhante à da colega.
A discussão continuou horas mais tarde e acabou por envolver Jéssica F. que é filha de Sandra. Enquanto isso, Carina exaltou-se e começou a gritar e dizer vários palavrões, chegando mesmo a partir um copo. Pelo comportamento agressivo e falta de respeito, Carina acabou por ser penalizada pelo Big Brother e, naquela semana, não teria oportunidade de lutar pela liderança da casa e desta forma conquistar uma imunidade.

### Machismo e homofobia de André Abrantes
Na terceira semana do jogo, a produção deu a missão de Sofia e Zena darem a entender que estavam apaixonadas. André Abrantes, que desde a primeira semana mostrou interesse por Zena, não gostou de souber de uma possível bissexualidade da colega. Ao princípio, André A. colocou a possibilidade de tudo não passar de uma missão entre ambas (o que se veio a comprovar) e afirmou que se for, estão a dar-lhes «um grande baile». Mais tarde, o concorrente disse ter percebido por conversas que a colega tem «sentimentos pelo sexo feminino», o que o deixou «chocado».
Durante uma conversa na tarde de 29 de setembro André A. disse a Zena que: «Se as coisas não correrem bem entre as duas depois podes vir ter comigo. Se sentires falta de uma pila». Horas depois, André A. durante uma conversa com Carlos comentou que «era pior se fossem dois gajos, dois gajos é mais chocante, agora duas mulheres» e fez um gesto com as mãos a mostrar a sua aprovação ao respeito e acrescentou que «guerra das tesouras vai ser buéda fixe», a fazer referência ao coito entre duas mulheres. No entanto, as palavras proferidas pelo concorrente não foram bem vistas pelos telespectadores que acusaram-no de homofóbico e machista.
No dia seguinte, os concorrentes foram chamados à sala para debater o assunto. O Big Brother começou por explicar que se tratou de uma missão, deixando André A. completamente surpreendido. Sofia revelou ao grupo que apenas tentaram passar uma imagem bonita: «Nós fomos verdadeiras naquilo que estávamos a dizer de início ao fim. Temos uma grande empatia desde o início», alegou a concorrente.
Por sua vez, André A. justificou-se: «Fiquei surpreendido, no entanto, não quero que pensem que acho errado, até porque eu falei com a Sofia e com a Zena. Simplesmente não estava à espera. Não quer dizer que seja negativo… Fiquei triste, é verdade mas sempre disse que as apoiava. Aquilo que disse ao Carlos foi brincadeira porque eu sou brincalhão», confessou. Já sobre as palavras proferidas «entre dois homens seria pior», explicou: «Seria pior por porque acho seria um bocadinho mais pesado. A sociedade leva muito mais facilmente o amor entre duas mulheres do que por dois homens. O que não condeno», disse. Zena saiu em defesa do colega, assim como Sofia. Mas, pelo contrário, Sofia não gostou. «Não percebi muito bem o contexto. Como assim? Mas para ti ou para os outros?». André voltou a explicar-se mas não convenceu a colega.
Nas redes sociais, a hashtag «#ForaAbrantes» foi a tendência Nº.1 no Twitter em Portugal durante várias horas entre os dias 29 e 30 de setembro e a atitude do concorrente foi criticada pelos comentadores do programa. Já os telespectadores comparam André A. com Hélder Teixeira, antigo concorrente da edição anterior que fez comentários homofóbicos no segundo dia dentro da casa e pediram um castigo para o participante.

### Atitudes de Rui
Desde a segunda semana, Rui tem demonstrado sistemáticamente uma atitude rude dentro da casa após receber uma nomeação direta por parte das infiltradas Andreia e Sandra, sendo que esta última chamou o colega de «pintarolas», qualificação da qual Rui não gostou e considerou a sua primeira nomeação como «a coisa mais ridícula»; também ponderou se iria ficar ou desistir logo no começo do jogo. No decorrer das semanas, Rui ficou cada vez mais próximo de Jéssica Antunes, colega com quem começou um relacionamento que ficou pausado na 7.ª semana devido à expulsão de Jéssica A. da casa, o que intensificou o mau comportamento do participante.
Logo na madrugada de 26 de outubro, após à expulsão da sua namorada, Rui atacou verbalmente Joana e chegou a ameaçá-la ao dizer que a colega iria «chorar» nessa semana, isto tudo depois do concorrente descobrir que Joana foi uma das que nomeou-o, em segredo, no confessionário; também estava o facto dela ser a líder desta semana e também de ter feito comentários sobre a capacidade der argumentação de Renato.
Durante a 8.ª semana dentro da casa, Rui rebaixou a colega Zena pelas dificultades que ela tem com a língua portuguesa, pois a concorrente passou a sua infância a viver em França. Para além de Joana, Zena foi outra colega com que Rui teve várias discussões, até Odile Pacheco, mãe da participante, acusou-o de fazer bullying com a filha. Nas redes socais, os telespectadores acusaram Rui de fazer intimidações sistemáticas aos colegas, nomeadamente mulheres. A apresentadora do programa, Teresa Guilherme, afirmou que, como mulher, custava-lhe ver como o Rui tratava as meninas da casa. Por outra parte, a comentadora do programa, Ana Gracia Martins, acusou o concorrente de ser uma pessoa agressiva e disse achar asqueroso o comportamento de Rui dentro da casa.
Na tarde de 11 de novembro, o concorrente foi sancionado devido ao seu comportamento inadequado. Acusado de usar palavras duras e insultuosas contra Joana e de tentar organizar uma estratégia para ser expulso ou ficar nomeado, o participante foi informado que ficaria automaticamente nomeado para a próxima semana e não poderia ser líder. Ao ser informado desta decisão, Rui deixou clara a sua decisão de sair do jogo. Depois de ter abandonado o direto e já no closet, onde fazia as malas, o concorrente tapou as câmaras afirmando que não queria continuar a ser filmado. Mais tarde, os telespectadores tiveram oportunidade de perceber que Rui tentou passar a vedação da casa. Um ato de desespero que, ao ser advertido pelo Big Brother, explicou estava a fazê-lo para que expulsem-no da casa e conseguir sair ainda naquele dia.
Na madrugada de 12 de novembro, Rui acabou por desistir do programa e declarou se sentir traído pela voz do Big Brother.
Rui marcou presença na gala de 15 de novembro, na mesma teve uma conversa com a apresentadora que o questionou pelo seu comportamento na casa e Rui, por sua parte, afirmou que não o voltava a fazer se tivesse a oportunidade. O antigo concorrente também fez uma chamada telefónica com a mãe de Zena, a quem pediu-lhe desculpas pelas atitudes que ele teve com a filha. Da mesma forma, Joana, que estava na sala das decisões da mansão da Ericeira, e Rui, nos estúdios do Big Brother, foram confrontados em direto. Joana afirmou ter se sentido magoada pelas atitudes do antigo colega a quem considerava um amigo. Rui pediu desculpas a Joana e confessou: «Sei que me exaltei e que abusei, de alguma maneira, verbalmente». Após o confronto com Joana, o antigo concorrente foi interpelado por Ana Garcia Martins que afirmou que Rui praticou bullying com Zena, do mesmo modo classificou a participação do jovem como «reprovável» e alegou se sentir feliz pela saída dele. Na manhã de 16 de novembro, Rui anunciou que iria processar judicialmente os comentadores Ana Garcia Martins e Pedro Crispim por difamação.

## Atuações e participações especiais
| Data                   | Artista/Banda                                                               | Ref.    |
| ---------------------- | --------------------------------------------------------------------------- | ------- |
| 10 de outubro de 2020  | Calema                                                                      | [ 124 ] |
| 27 de dezembro de 2020 | Nuno Ribeiro                                                                | [ 125 ] |
| 31 de dezembro de 2020 | Toy Nel Monteiro Rosinha Sérgio Rossi Badoxa Jorge Guerreiro André Abrantes | [ 126 ] |

## Audiências das Galas
| Data                   | Rating | Share | Telespectadores | Ref.ª   |
| ---------------------- | ------ | ----- | --------------- | ------- |
| 13 de setembro de 2020 | 15,9   | 30,3% | 1.502.000       | [ 127 ] |
| 20 de setembro de 2020 | 11,8   | 22,1% | 1.115.000       | [ 128 ] |
| 27 de setembro de 2020 | 12,8   | 24,5% | 1.208.000       | [ 129 ] |
| 4 de outubro de 2020   | 10,7   | 20,3% | 1.015.000       | [ 130 ] |
| 11 de outubro de 2020  | 11,4   | 21,0% | 1.079.000       | [ 131 ] |
| 18 de outubro de 2020  | 10,4   | 20,0% | 987.800         | [ 132 ] |
| 25 de outubro de 2020  | 10,6   | 19,9% | 1.003.000       | [ 133 ] |
| 1 de novembro de 2020  | 11,0   | 20,9% | 1.045.000       | [ 134 ] |
| 8 de novembro de 2020  | 10,5   | 19,5% | 998.000         | [ 135 ] |
| 15 de novembro de 2020 | 10,0   | 23,0% | 942.200         | [ 136 ] |
| 22 de novembro de 2020 | 11,5   | 21,3% | 1.086.000       | [ 137 ] |
| 29 de novembro de 2020 | 11,6   | 20,8% | 1.096.000       | [ 138 ] |
| 6 de dezembro de 2020  | 9,6    | 21,1% | 911.400         | [ 139 ] |
| 13 de dezembro de 2020 | 8,8    | 22,4% | 833.000         | [ 140 ] |
| 20 de dezembro de 2020 | 10,0   | 23,1% | 947.600         | [ 141 ] |
| 27 de dezembro de 2020 | 12,4   | 22,2% | 1.175.000       | [ 142 ] |
| 31 de dezembro de 2020 | 15,1   | 32,7% | 1.427.000       | [ 143 ] |